# Acasis
Acasis is een geslacht van vlinders van de familie spanners (Geometridae), uit de onderfamilie Larentiinae.

## Soorten
- A. appensata (Eversmann, 1842)
- A. bellaria Leech, 1891
- A. exviretata Inoue, 1982
- A. miracula Inoue, 1942
- A. muscigera (Butler, 1881)
- A. ussurica Wehrli, 1927
- A. viretata

Groene blokspanner (Hübner, 1799)
- A. viridata Packard, 1873